# Bệnh viện Saint-Paul (Sài Gòn)
Bệnh viện Saint-Paul cũng gọi là Dưỡng đường Saint-Paul hay đúng ra là Bệnh xá Saint-Paul (tiếng Pháp: Clinique Saint-Paul) là một bệnh viện tư nhân hoạt động ở Sài Gòn từ năm 1938 đến 1975. Địa điểm này hiện nay là cơ sở của Bệnh viện Mắt Thành phố Hồ Chí Minh.

## Lịch sử
Nguyên thủy ở Sài Gòn thời Pháp thuộc có dưỡng đường Angier (Clinique Angier) hoạt động từ năm 1908. Vào thập niên 1930 mẹ bề trên Dòng Thánh Phaolô thành Chartres (Saint-Paul-de-Chartres) cùng bác sĩ Roton hợp tác mở dưỡng đường Saint-Paul, thay thế dưỡng đường Angier. Vị trí cơ sở mới nằm trên đường Legrand-de-la-Liraye gần ngã tư đường Pierre-Flandin do kiến trúc sư Louis Chauchon thiết kế. Bố trí tòa nhà xếp thành chữ U, đầu hai cánh uốn vòng là nơi đặt giường bệnh nhân với hàng cửa chớp giảm ánh nắng để giữ nhiệt độ mát mẻ; kiến trúc tòa dưỡng đường lúc bấy giờ có tiếng là thanh lịch, hiện đại.
Ngày khai trương nhằm ngày Giáng sinh năm 1938, có sự hiện diện của thống đốc Nam Kỳ Rivoal. Tháng Hai 1939 hoàng hậu Nam Phương ngự giá thăm dưỡng đường. Bệnh viện Saint-Paul hoạt động liên tục cho đến khi Việt Nam Cộng hòa sụp đổ thì bị chính quyền cộng sản quốc hữu hóa và đổi thành Bệnh viện Mắt.